# Ludwig Holle (Politiker)

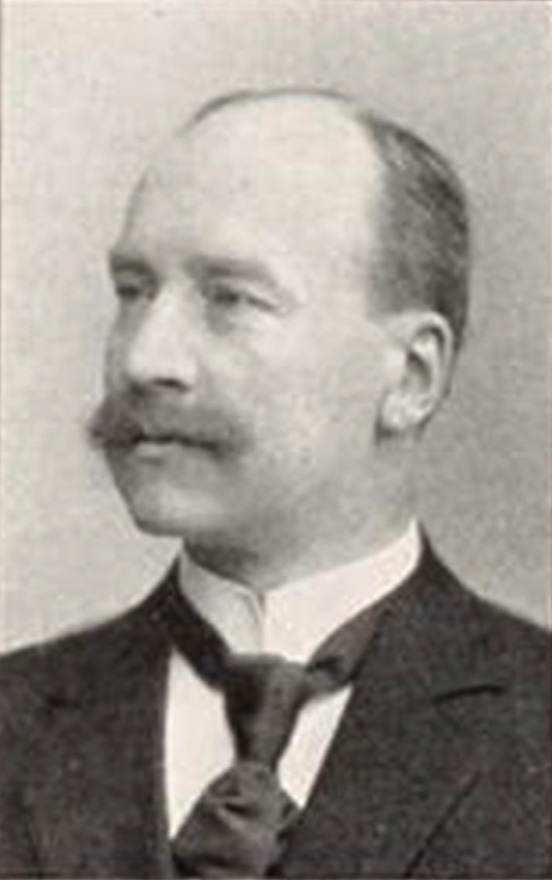
Landeshauptmann Ludwig Holle als Ehrenvorstand der Internationalen Kunst- und Großen Gartenbau-Ausstellung Düsseldorf 1904

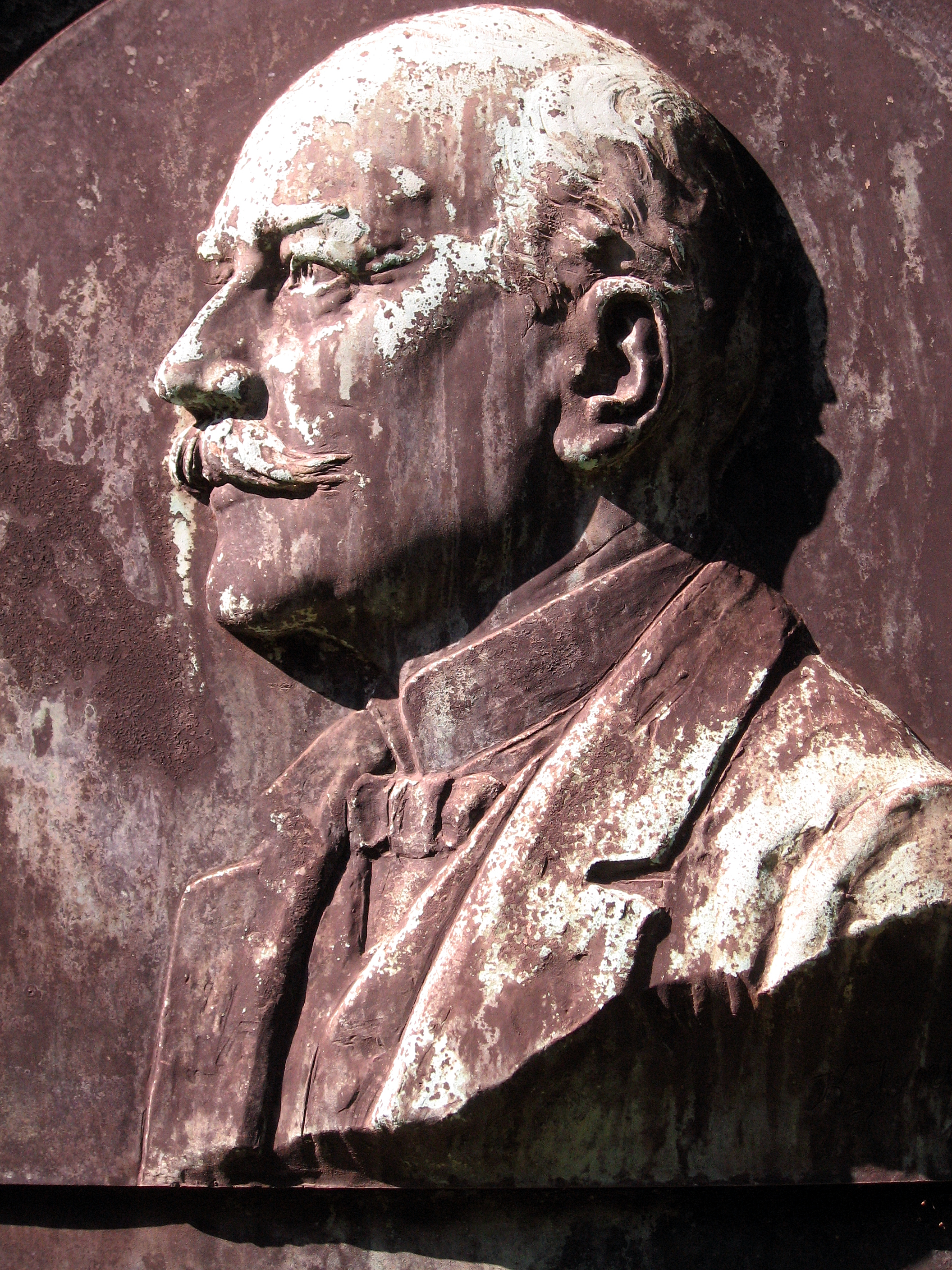
Porträtrelief am Grabmal in Dortmund

Ludwig August Hugo Holle (* 27. Juni 1855 in Schwelm; † 12. Dezember 1909 in Godesberg) war ein deutscher Jurist und preußischer Verwaltungsbeamter. Vom 24. Juni 1907 bis zum 14. Juli 1909 amtierte er als preußischer Minister für geistliche-, Unterrichts- und Medizinalangelegenheiten (Kultusminister).

## Familie
Ludwig Holle entstammte der Familie Holle aus Wehdem bei Lübbecke in Westfalen mit dem Ahnherren Heinrich Holle (1653–1723). Sein Großvater war der königlich-preußische Justizrat und Stadtverordnetenvorsteher zu Soest, Ludolf Holle (1785–1863). Der Generalleutnant Alexander Holle war sein Neffe, der Geheime Justizrat Carl Tewaag und der Reichsgerichtsrat Paul Wolff seine Schwager.
Ludwig Holle war das dritte Kind und der zweite Sohn des Rechtsanwalts, Notars, königlich-preußischen Geheimen Justizrates und Ehrenbürgers der Stadt Dortmund, Wilhelm Holle (1821–1909) und dessen 1851 geheirateter Ehefrau Emilie geb. von Viebahn (1829–1911). Sein Bruder war der Essener Oberbürgermeister Wilhelm Holle (1866–1945).
Ludwig Holle heiratete am 9. Juli 1887 in Dortmund Anna Selinde geb. Melchior (1860–1947), Tochter des Dortmunder Geheimen Justizrates Victor Melchior. Das Ehepaar Holle hatte einen Sohn:
- Ludwig Wilhelm Victor Holle (1888–1972), Jurist und Bergbau-Manager.

## Leben
Holle besuchte in Dortmund, wo sein Vater arbeitete, zuerst die Volksschule und anschließend das Gymnasium. Nach seinem höheren Schulabschluss studierte er Rechtswissenschaften. 1878, nach Abschluss seines Studiums, trat er in den preußischen Justizdienst als Gerichtsreferendar und wurde 1883 Gerichtsassessor. Ein Jahr später wechselte er zur landwirtschaftlichen Spezialkommission nach Höxter, wo er mehrerer Jahre als Spezialkommissar wirkte.
1889 wurde Holle zum königlich-preußischen Regierungsrat ernannt. Seit 1890 arbeitete er als Hilfsarbeiter im preußischen Landwirtschaftsministerium in Berlin. 1892 wurde er dort in den Rang eines Geheimen Regierungsrats und vortragenden Rats befördert. Eine weitere Beförderung erfolgte 1895 zum Geheimen Oberregierungsrat, womit er auch das Prädikat Exzellenz erhielt.
Im Jahr 1900 wurde Holle Landeshauptmann beim Provinzialverband der Provinz Westfalen in Münster. Von 1904 bis 1907 war er Unterstaatssekretär im preußischen Ministerium der öffentlichen Arbeiten. Von 1907 bis 1909 amtierte er als preußischer Kultusminister, allerdings wurde er bereits 1908 aus gesundheitlichen Gründen beurlaubt.
Seit 1876 war Holle Mitglied des Corps Bremensia Göttingen. Er hatte die akademischen Titel eines Dr. phil. und Dr. Ing. h. c. und den militärischen Rang eines Oberleutnants der Garde-Landwehr-Infanterie a. D. (außer Diensten).
Das Grab von Ludwig Holle befindet sich auf dem Ostenfriedhof Dortmund.

## Auszeichnungen (Auswahl)
- königlich-preußische Rettungsmedaille am Bande
- königlich-preußischer Roter Adlerorden 1. Klasse mit Eichenlaub
- königlich-preußischer Kronenorden 2. Klasse mit dem Stern
- Waldecksches Verdienstkreuz 1. Klasse
- Ehrenkreuz 1. Klasse des Schaumburg-Lippischen Hausordens
- Großkreuz des königlich-italienischen St. Mauritius- und Lazarusordens